# Wyższa Szkoła Nauk Ekonomicznych i Społecznych w Kętach
Wyższa Szkoła Nauk Ekonomicznych i Społecznych w Kętach (w skrócie WSNEiS) – była uczelnia niepubliczna, powstała w wyniku decyzji Ministra Edukacji Narodowej i Sportu w dniu 25 sierpnia 2003 roku. Założycielem uczelni była Maria Oczko a funkcję dyrektora administracyjnego pełnił jej mąż, Stanisław Oczko.
Od 1 października 2007 Wyższa Szkoła Nauk Ekonomicznych i Społecznych w Kętach została postawiona w stan likwidacji. Władze uczelni jako główne powody likwidacji podały problemy ze spełnieniem wymagań kadrowych oraz konkurencję ze strony oświęcimskiego PWSZ. 1 lipca 2009 r. została wykreślona z rejestru uczelni niepublicznych.